# 하나와 앨리스: 살인사건
《하나와 앨리스 : 살인사건》(花とアリス殺人事件, The Case of Hana & Alice)은 이와이 슌지 감독의 일본의 애니메이션 드라마 영화이다. 2004년 이와이의 실사 영화 하나와 앨리스의 프리퀄이다. 이 영화는 2015년 2월 20일 개봉되었다. 도우먼 세이먼을 통해 일본 만화로 각색되어 2015년 2월 16일 소학관의 야와라가 스피리츠지에 연재되기 시작했다.

## 출연

### 주연
- 아오이 유우/에일리
- 스즈키 안/지수 (가수)

### 조연
- 카츠지 료
- 쿠로키 하루
- 키무라 타에
- 히라이즈미 세이
- 아이다 쇼코
- 스즈키 란란
- 카쿠 토모히로
- 키무라 미도리코
- 오오츠카 아키오

## 기타
- 원작자: 이와이 슌지